# Piety Postma
Piety Heida-Postma (Langweer, 19 augustus 1956) was een talentvolle langebaanschaatsster van Hardrijders Club Heerenveen (HCH). Ze werd viermaal achtereen kampioen bij de junioren. In 1975 (Assen) en 1976 (Heerenveen) werd zij Nederlands kampioen bij de junioren voor Joke van Rijssel. Zij werd in 1976 14e op het NK Allround.
In 1977 werd ze tweede op de NK Kortebaan achter Alie Boorsma. Trouwde met schaatser Riekele Heida, ze wonen met hun drie kinderen in De Blesse. Piety Heida-Postma werd in Groningen in 1981 derde bij het NK Kortebaan.

## Resultaten
| Jaar | NK kortebaan | NK Junioren B | NK Junioren A | WK Junioren | NK allround | EK allround | WK allround | WK sprint |
| ---- | ------------ | ------------- | ------------- | ----------- | ----------- | ----------- | ----------- | --------- |
| 1973 |              | Goud          |               |             |             |             |             |           |
| 1974 |              | Goud          |               |             |             |             |             |           |
| 1975 |              |               | Goud          | Brons       |             |             |             |           |
| 1976 |              |               | Goud          | 8           | 14          |             |             |           |
| 1977 |              |               |               |             |             |             |             |           |
| 1978 |              |               |               |             |             |             |             |           |
| 1979 |              |               |               |             |             |             |             |           |
| 1980 |              |               |               |             |             |             |             |           |
| 1981 | Brons        |               |               |             |             |             |             |           |

## Uitslagen

### WK 1976 inMadonna di Campiglio(Italië)
- 500 m: 45,53 (9)
- 1000 m: 1.33,46 (14)
- 1500 m: 2.23,65 (8)
- 3000 m : 5.09,18 (9)
- klassement : 191,673 (8)

### NK schaatsen Allround 1976
- 500 m: 46,78 (4)
- 1000 m: 1.37,49 (11)
- 1500 m: 2.30,61 (16)
- klassement: 145.728 (14)

### NK A-junioren in Heerenveen 1976
- 500 m: 46.4
- 1000 m: 1.33.9 (1)
- 1500 m: 2.22.3

### WK Junioren 1975 inStrömsund(Zweden)
- 500 m: 46,60
- 1000 m: 1.33,35
- 1500 m: 2.28,68
- 3000 m: 5.04,87
- klassement:  192,647 (3)

### NK A-Junioren 1975 in Assen
- 500 m:
- 1500 m:
- 1000 m:
- klassement: (1)